# Жан-Батіст Беланже
Жан-Батіст Шарль Жозеф Беланже (фр. Jean Baptiste Charles Joseph Belanger; 4 квітня 1790, Валансьєнн, Франція — 8 травня 1874, Неї-сюр-Сен, там же) — французький інженер, математик і гідромеханік. Професор прикладної механіки Центральної школи мистецтв та мануфактур (фр. École Centrale des Arts et Manufactures), Паризької Політехнічної школи та Національної школи мостів та доріг Франції.

## Біографія
Народився у місті Валансьєнн на півночі Франції, у регіоні О-де-Франс департаменту Норв, 4 квітня 1790 року у сім'ї Чарльза-Антуана Еме-Джозефа Беланже (фр. Charles-Antoine Aimé-Joseph Belanger), майстра-слюсаря та Жанни Франсуази Джозеф Фоконьє (фр. Jeanne Françoise Josèphe Fauconnier).
Освіту отримав у Політехнічній школі (1808—1812) та Національній школі мостів та доріг (1812—1816).
У 1816 році, отримавши кваліфікацію інженера, став членом інженерного корпусу мостів і доріг в Ла-Реолі, місті на річці Гаронна приблизно у 50 км на південний схід від Бордо. У 1821 році Беланже почав працювати над проектом судноплавного каналу на Соммі. Це був великий проект, робота над яким була розпочата ще у 1770 році і не була завершена до 1843 року. Через п'ять років роботи над проектом, під час якого він розробляв канали, водопостачання каналу і системи управління водними ресурсами, Беланже перебрався у 1826 році в Арденни для роботи над створенням там судноплавного каналу. Під час роботи на цих каналах з 1821 року, Беланже почав застосовувати потужні математичні методи для опису поведінки потоків води в каналах. Саме на цих двох проектах він розвивав, зокрема, теоретичні та експериментальні основи гідравліки плавнозмінних відкритих потоків каналу.
Згодом Ж. Б. Беланже працював професором у Національній школі мистецтв та мануфактур (1834—1864), у Національній школі мостів та доріг (1841—1855) і у Паризькій Політехнічній школі (1851—1860). Одним з учнів Беланже у Національній школі мистецтв та мануфактур був Гюстав Ейфель (1832—1923) автор проекту Ейфелевої вежі.
У 1860 році Ж. Б. Беланже припинив викладацьку діяльність у Політехнічній школі, але продовжував читати лекції у Центральній школі мистецтв та мануфактур до виходу на пенсію у 1864 році.
Помер 8 травня 1874 у Неї-сюр-Сені.

## Наукова діяльність
Його значним внеском у 1828 році став запис рівняння водозливу для нерівномірного руху води у відкритих каналах та застосування закону збереження енергії для опису гідравлічного підскоку потоку у 1838 році.
У відкритому каналі перехід від високих швидкостей потоку до річкового режиму руху потоку проявляється особливість: коли вода уповільнюється вона утворює досить крутий підйом (ступінчасту або стоячу хвилю) на поверхні, що носить тепер назву «гідравлічний підскік».
У 1820-х роках Ж. Б. Беланже працював над методом розрахунку властивостей плавно-змінного потоку відкритого каналу для стаціонарного режиму протікання. Трактат 1828 року став основою для розрахунку умови та висоти гідравлічного підскоку, а рівняння для цього розрахунку носить назву «рівняння Беланже». У роботі показано, що Беланже зробив правильний підхід до розрахунку гідравлічного підскоку швидкозмінним потоком, однак від використовував хибні базові принципи закону збереження енергії, що були прийняті того часу. Помилку було виправлено ним же у 1841 році.
Оригінальні роботи Ж. Б. Беланже дали початок розробки диференційних рівнянь нерівномірного руху води у відкритих призматичних руслах. Його робота в загальних рисах описала фундаментальні припущення і він отримав рівняння для змінних відкритих потоків каналу, яке використовується і зараз, але у моделі опору потоку. Ж. Б. Беланже висунув постулат про максимум витрат у разі водозливу з широким порогом, що давало можливість розрахувати глибину потоку на порозі водозливу.
Беланже був автором низки праць, пов'язаних з розвитком залізниць. Він спроектував залізничну лінію Париж — Гавр.
Праці Ж. Б. Беланже зробили суттєвий вплив на дослідження таких вчених, як Ж. Бресс, А. Дарсі, А. Сен-Венан, Ж. В. Буссінеск та Б. О. Бахметьєв.

## Вибрані публікації
- Essai sur la solution numérique de quelques problèmes relatifs au mouvement permanent des eaux courantes (1828)
- Notes sur la mécanique appliquée aux principes de la stabilité des constructions et à la théorie dynamique des machines (1848)
- Résumé de leçons de géométrie analytique et de calcul infinitésimal (1859)
- Théorie de la résistance de la torsion et de la flexion plane des solides (1862)
- Traité de cinématique (1864)
- Traité de la dynamique d'un point matériel (1864)
- Traité de la dynamique des systèmes matériels (1866)

## Відзнаки та нагороди
- Його ім'я внесено до списку найвидатніших французьких вчених та інженерів XVIII—XIX століть, розміщеного на першому поверсі Ейфелевої вежі.